# Invasión francesa de Sevilla

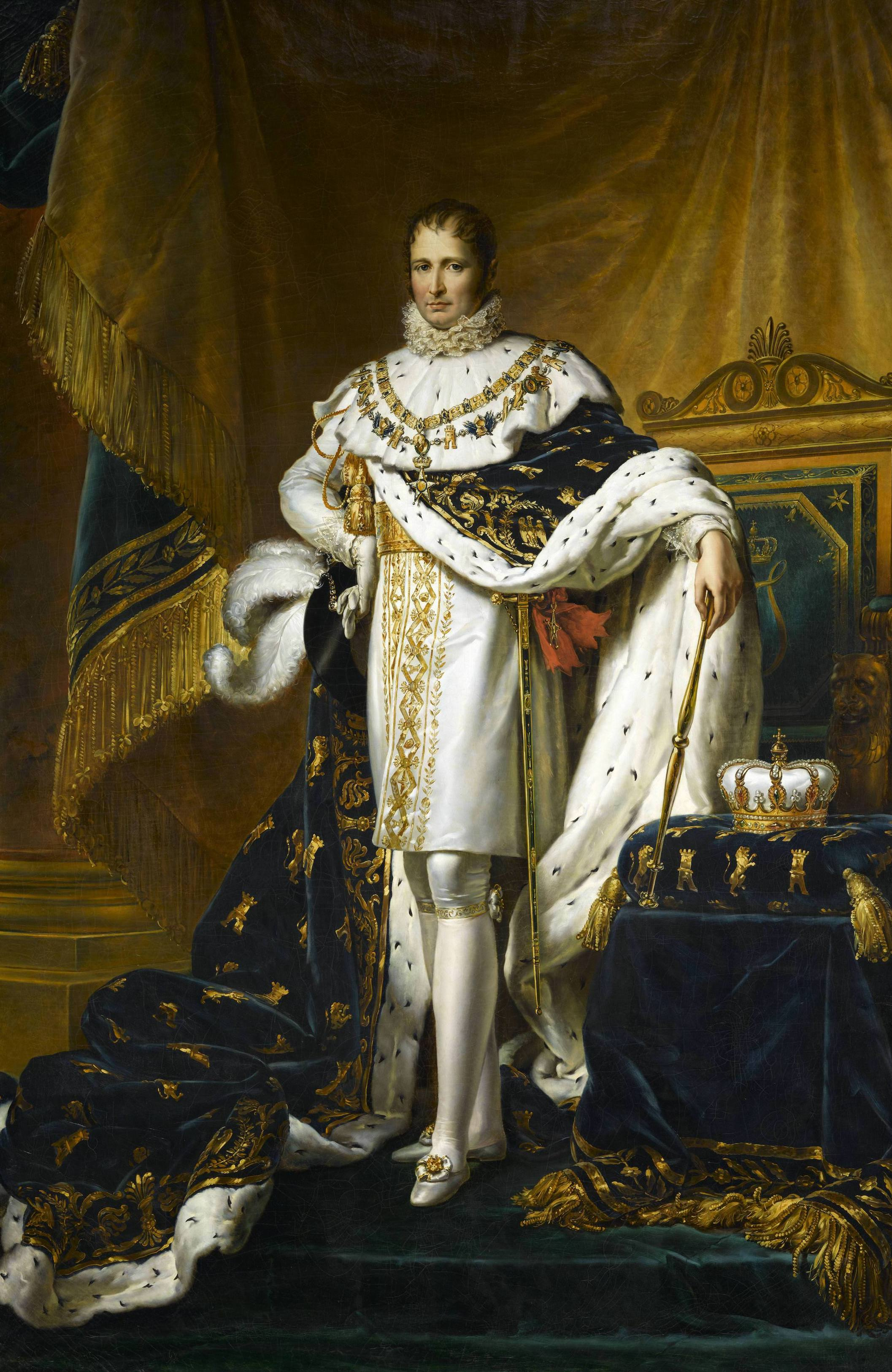
José Bonaparte, reinando como José I en España desde 1808

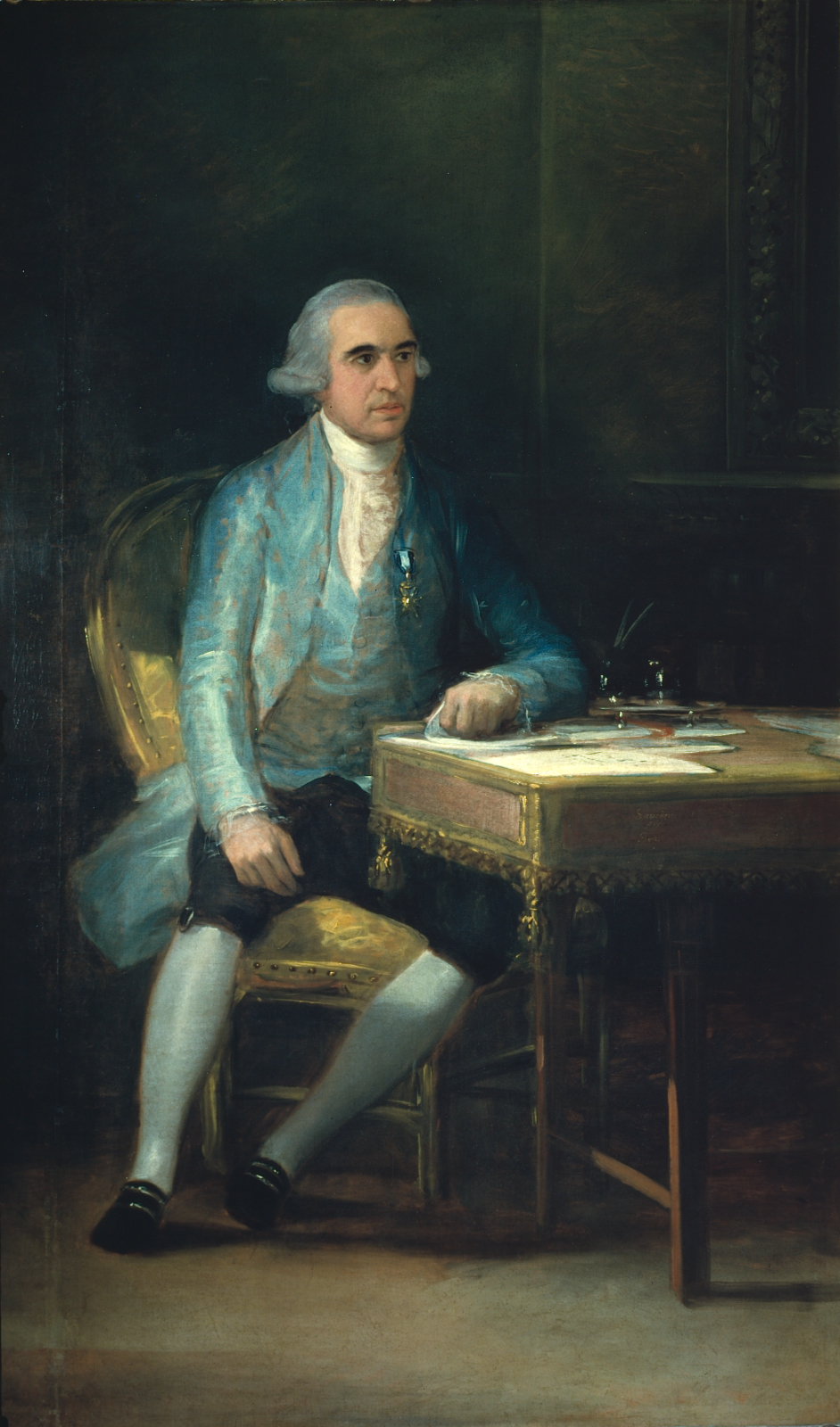
Francisco de Saavedra presidió la Junta Suprema de Sevilla

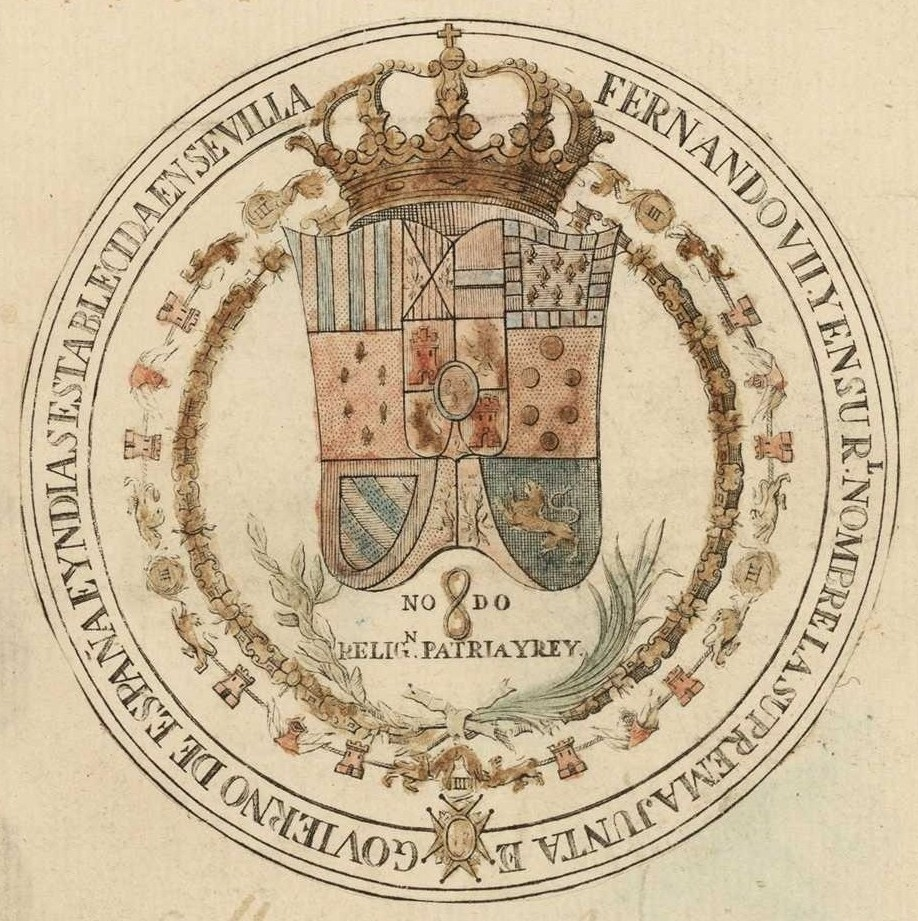
Sello de la Junta de Sevilla. 1808.

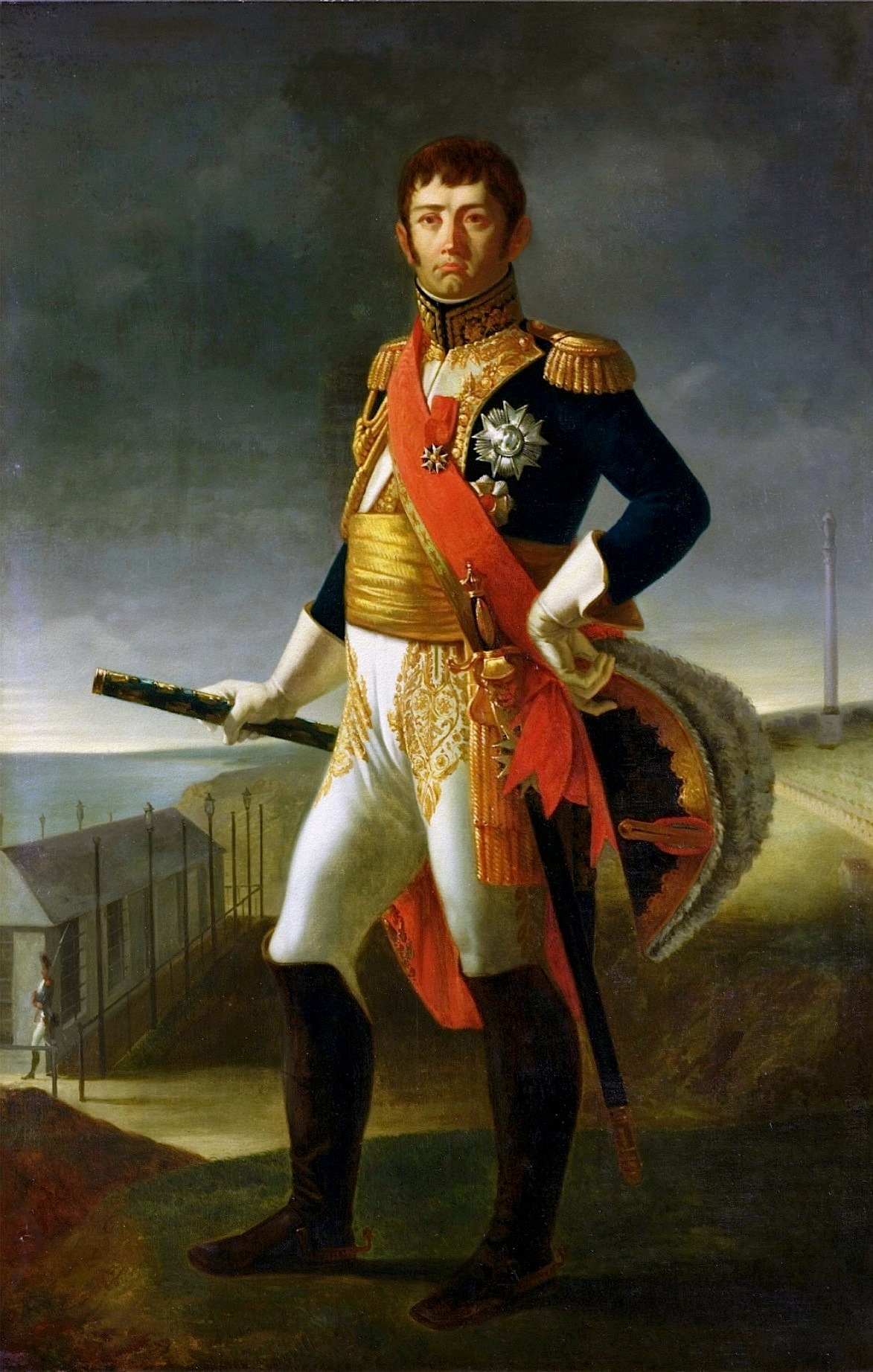
El mariscal francés Jean Nicolas de Juan-Soult.

La Invasión francesa de Sevilla tuvo lugar el 1 de febrero de 1810 en el contexto de la Invasión francesa de España y de la Guerra de la Independencia. Esta se prolongaría hasta el 27 de agosto de 1812, cuando es ganada por los españoles con ayuda británica en la Batalla del Puente de Triana. El expolio artístico que sufrió la ciudad fue notable. El 13 de octubre de 1817, por el notable papel que tuvo Sevilla en la guerra, le fue concedido el título de Muy Heroica por Fernando VII.

## Antecedentes
Francia firmó con España el Tratado de Fontainebleau (1807) que permitió la entrada en España de tropas francesas para invadir Portugal. Las tropas entraron en España en octubre de 1807, pero los acontecimientos políticos posteriores dejaron claro que se trataba de una Invasión de la península por parte de las tropas de Napoleón. El 2 de mayo de 1808 militares españoles se sublevaron en Madrid contra los franceses dando comienzo la Guerra de la Independencia. El 6 de junio de 1808 José Bonaparte, hermano de Napoleón, pasó a ser nombrado por Francia como rey de España con el nombre de José I. Los franceses reprimen la resistencia con dureza extrema y llevan a cabo un saqueo de obras de arte y todos los tesoros nacionales. Ciudades como Zaragoza habían resistido hasta 1809 un durísimo asedio. Se constituyeron juntas en todas las provincias de España.
La Junta de Sevilla se constituyó el 27 de mayo de 1808, con el nombre de Suprema Junta de Gobierno de España e Indias. Tras esto, comenzó a organizarse la resistencia desde el sur de España. Esta junta se reunía en el Alcázar de Sevilla.
A nivel internacional, decidieron enviar a Adrián Jácome, adepto al duque de Kent, y al jefe de escuadra, Juan Ruiz de Apodaca, a Londres a buscar la alianza con los ingleses. Estos salieron el 17 de junio del puerto de Cádiz en el navío inglés La Venganza. Al mismo tiempo envió a Cádiz a Eusebio de Herrera y Rojas, Pedro de Creus y Enrique Macdonel para hablar con el almirante Cuthbert Collingwood. También se estudió que Inglaterra ayudase a evacuar a los soldados españoles de la expedición española a Dinamarca, que habían sido enviados allí hace meses para ayudar a Napoleón. En el barco La Venganza iba también Rafael Lobo, al que se le dio la orden de pasar al Báltico para intentar ayudar a las tropas en territorio danés.
El general Castaños se reuniría con el presidente de la Junta para planear la derrota de los franceses en el Sur, que culminaría en la batalla de Bailén en julio de 1808.
El 25 de septiembre de 1808 se creó la Junta Suprema Central con representantes de las juntas de todas las provincias. Esta Junta tendrá su sede en el municipio madrileño de Aranjuez, aunque el 16 de diciembre de 1808 esta sede se trasladó a Sevilla, teniendo su sede en el Alcázar.
El 14 de enero de 1809 Apodaca firmó con Canning en Londres un tratado por el cual se establecía la paz entre España y el Reino Unido y su alianza contra Francia. Este tratado fue ratificado por la Junta Central, con sede en Sevilla, el 15 de febrero y por Jorge III de Inglaterra el 10 de marzo. El 21 de marzo se canjearon en Londres las ratificaciones. El 21 de marzo de 1809, en Londres, se añadió al tratado que el Reino Unido y España tendrían facilidades comerciales.

## Las semanas previas a la llegada de los franceses
El 22 de enero de 1810 se corrió la voz de la entrada en Córdoba del ejército francés, lo que generó mucha inquietud en Sevilla. El día 23 la gente supo que la comunidad de frailes capuchinos de la ciudad había embarcado con varias cajas de lienzos de Murillo de su iglesia, que muchas hermandades y cofradías estaban montando su plata y sus joyas en barcos y que los ricos de la ciudad hacían lo mismo sacando de la capital sus riquezas. La junta notó esta huida y decidió marcharse también, haciéndolo a la una de la madrugada y en silencio para que nadie se diera cuenta de que se marchaban. Dicha Junta Suprema Central se trasladó a la Isla de León (San Fernando, provincia de Cádiz), el 23 de enero de 1810.
La ciudad de Sevilla no estaba mal defendida en cualquier caso, ya que contaba con unas murallas bien conservadas y con 300 cañones, por tanto existían posibilidades de éxito.
El 24 de enero de 1810, el pueblo se percató de la ausencia de la junta y decidieron congregarse en la Maestranza de Artillería, donde solicitaron de forma asamblearia una organización para enfrentarse a las huestes de Napoleón. Liberaron al conde de Montijo y al general Palafox (hermano de José de Palafox, que participaría en los sitios de Zaragoza, y marqués de Lazán), que se encontraban arrestados por posibles intrigas. El general Palafox quiso crear una regencia compuesta por él, el conde de Montijo y el marqués de La Romana y Saavedra, creando así una nueva Junta Suprema en el Alcázar de Sevilla. El pueblo se soliviantó al ver que estaban haciendo lo mismo que la Junta anterior y ocupó el Alcázar.
Al acercarse las tropas francesas, toda la Junta sevillana decide marcharse, pero al no ser seguras las vías hacia Cádiz deciden tomar otro camino y dejan Sevilla por el puente de Triana.
El 24 de enero los cartujos se marcharon al cortijo de Esteban Arones de Tomares, propiedad de esta comunidad de religiosos, para partir desde allí a Cádiz y, luego, a Portugal. Otros que se prepararon para la llegada fueron los capuchinos del convento de las Santas Justa y Rufina, que empacaron sus cuadros de Murillo y se los llevaron a Cádiz. Tras la expulsión de los franceses de la ciudad en 1812 estos cuadros regresaron al convento y, tras la desamortización de 1835, fueron a parar al Museo de Bellas Artes de Sevilla. En el caso de los carmelitas calzados, se dispusieron a vender sus cuadros antes de que se los quitasen.

## La llegada de los franceses
El 30 de enero de 1810 las tropas de Napoleón se encontraban ya en Alcalá de Guadaíra. Los vecinos forman pelotones armados de fusiles y piezas de artillería, se improvisan fortificaciones, etc. Sin embargo, estas acciones defensivas no estaban lo suficientemente organizadas para resistir al grande y bien armado ejército invasor.
El Cabildo General de la ciudad se reunió el 31 de enero en la sala capitular del ayuntamiento para acordar las capitulaciones de la ciudad de Sevilla con el ejército francés, que estaba ya a las puertas. Se designó una comisión compuesta por el gobernador militar Eusebio de Herrera, que no había huido de la ciudad, el asistente interino Joaquín Leandro de Solís y el procurador mayor Joaquín Goyeneta y Jacobs.
Entre las cláusulas propuestas, estaba que se respetasen los conventos y las vidas y oficios de los sevillanos. También se pedía que no se fuera contra las personas por sus opiniones políticas o contra quienes hubieran estado implicados en labores de defensa con el anterior gobierno. También se pedía que las tropas francesas solamente se alojasen en cuarteles, pabellones o edificios vacíos designados por la municipalidad.
En estas circunstancias, Nicolás Jorge Arespacochaga Bonilla, Maestre y Joaquín Goyeneta y Jacobs fueron hasta Torreblanca de los Caños, el actual barrio de Torreblanca y pactaron las capitulaciones con los franceses.
Sobre las 11 de la mañana del 1 de febrero empezaron a entrar por la Puerta de San Fernando los Cuerpos de la División del Mediodía, al mando del mariscal Soult. Avisaron que llegaba una carroza con el rey José I. Este, al llegar a la puerta de la muralla, se bajó de la carroza y se subió en un caballo. Se lanzaron cohetes y los cabildos municipal y catedralicio le recibieron en pleno en el Prado de San Sebastián. Entró en la ciudad en un desfile, rodeado de lanceros y de coraceros de la guardia municipal. Le acompañaban los barones de Darricau y Senarmont, así como los consejeros de Estado Blas de Aranza, conde de Cabarrús, conde de Montarco, Menéndez Valdés, duque de Treviso y marqués de Riomilanos y los ministros O'Farril, Urquijo y Almenara. La comitiva pasó por la calle San Fernando, la Puerta de Jerez y la calle Gradas hasta llegar a la catedral, ricamente adornada para la ocasión. Tras recibir la bienvenida del cabildo catedralicio, se trasladó al Alcázar. El asistente interino Joaquín Leandro de Solís mandó colocar por la ciudad bandas de música que tocaron durante todo el día. Algunos vecinos adornaron sus casas con colgaduras y los edificios públicos se iluminaron por la noche.
Napoleón Bonaparte declaró:

Mis tropas han entrado ya en Sevilla, en donde se ha hallado un formidable botín
Carta escrita por Napoleón, desde Rambouillet, a su ministro de Guerra, el duque de Feltre

La petición de que se respetasen los conventos estaba justificada por las leyes laicistas decretadas previamente por los franceses y que iban aplicando en los lugares que conquistaban: un decreto del 18 de agosto de 1809 suprimió todas las órdenes regulares de España y otros decretos del 19 y el 21 de agosto del mismo año prohibieron a los frailes predicar, confesar y decir misa. Los franceses incumplieron este punto de las capitulaciones y los religiosos sevillanos fueron expulsados de muchos conventos, que fueron convertidos en cuarteles, abandonados y saqueados para engrosar los "bienes nacionales". Los conventos de San Francisco, Santo Tomás, San Agustín, la Merced, San Basilio y otros fueron convertidos en cuarteles para tropas francesas, mientras que el de Regina, el de clérigos menores y el del Santo Ángel sirvieron de cuarteles de la milicia cívica. El convento del Pópulo fue usado como matadero, el de San Acacio como oficina de bienes nacionales y el de San Luis como residencia de frailes y pobres. Las monjas fueron, en general, menos afectadas por estas medidas, pero se derribó el convento de la Encarnación para construir un mercado de abastos y se trasladó a las monjas del convento de San Clemente al convento de Santa Clara por necesitarse el primero para fortificar el acceso a Sevilla por la zona de la Barqueta. El 1 de noviembre de 1810 tuvo lugar un incendio en el convento de San Francisco.
En 1811 se cerraron la iglesia parroquial de la Magdalena, que trasladó la sede de la parroquia a la iglesia del convento de San Pablo, y la iglesia parroquial de Santa Cruz, que trasladó la sede de su parroquia a la iglesia del convento del Espíritu Santo. Las dos iglesias fueron derribadas siguiendo los planes urbanísticos del francés Mayer y en su lugar se construyeron plazas.
Goyeneta fue nombrado corregidor de Sevilla, equivalente a alcalde, por José Bonaparte y ejerció este cargo entre 1810 y 1812. Goyeneta fue además hermano mayor del Gran Poder y tiene una calle estrecha de Sevilla a su nombre.
José I Bonaparte, que había llegado a la ciudad el 1 de febrero de 1810, quedó impresionado por el Alcázar y lo convirtió en Casa Real con una superintendencia general a cargo del conde de Melito.
Eusebio Herrera, que había sido un destacado patriota con el gobierno anterior, se dispuso a colaborar con los franceses. Herrera, que ya había sido entre 1807 y 1808 teniente alcaide del Alcázar, fue nombrado por José I intendente para la administración de bienes o rentas dependientes del mismo. El 21 de abril realizó un inventario de los bienes del Alcázar. El monasterio cartujo había sido convertido en una zona fortificada y en almacén por los ocupantes y entre el 15 y el 30 de abril de 1810 sus retablos y cuadros, así como la sillería del coro, se trasladaron al Alcázar. Herrera hizo un inventario de los bienes de los cartujos que terminó en mayo de ese año. Herrera intercedió ante franceses, como el barón Derricau y el mariscal Soult, para la protección de los elementos de valor de la Cartuja.
Estando en Sevilla, José I aprobó un decreto por el que creaba una nueva milicia urbana cívica al servicio de los franceses y otros decretos para la represión de cualquier oposición a su régimen. El 3 de febrero, por decreto, se celebró un Te Deum de acción de gracias en la catedral por la victoria de los franceses, con la asistencia de José I y toda las autoridades de la ciudad. El día 9 de febrero organizó una reapertura del Teatro Cómico con una jornada de puertas abiertas. El 11 de febrero decretó que se instalase un museo en el Alcázar, decretó también una renta de 60 000 reales para la Academia de Bellas Artes de Sevilla, recibió en audiencia a doctores de la universidad y visitó las ruinas de Itálica. El rey francés abandonó la ciudad el 12 de febrero de 1810, para dirigirse Jerez de la Frontera. Regresó el 12 de abril. Las hermandades acordaron no realizar ese año no procesionar en Semana Santa por el precario estado en que se encontraban y como protesta por la ocupación, pero por presiones del propio José I finalmente procesionaron el Viernes Santo las del Prendimiento, el Gran Poder y la Carretería. El rey, que había forzado esas salidas, no asistió a verlas en los palcos preparados para él en la casa consistorial y el Colegio de San Miguel. José, sin embargo, sí visitó los sagrarios de algunas iglesias, dejando en ellas grandes limosnas: los de la catedral, la Colegiata del Salvador, la Iglesia de San Miguel, la Iglesia de San Vicente y la Iglesia de la Magdalena. El cabildo municipal organizó un baile en honor José I en el Archivo de Indias el 22 de abril al que asistieron el rey francés y algunos personajes relevantes de Sevilla. Dejó la ciudad el 2 de mayo de 1810 para dirigirse a Madrid.
El 20 de diciembre de 1809 José I había decretado la creación de un museo de pinturas en Madrid. El 17 de enero de 1810, estando en Almagro, el rey francés encargó a Frédéric Quilliet recoger cuadros de toda Andalucía para enriquecer el museo madrileño. Cuando Quilliet llegó a Sevilla descubrió que, antes de la llegada de los franceses, se habían llevado muchos cuadros valiosos para evitar una eventual rapiña.
Algunos ciudadanos destacados se afrancesaron, como el Abate Marchena, Manuel María de Arjona, Félix José Reinoso y Alberto Lista. El 15 de agosto de 1810 el cabildo catedralicio organizó una función en la que se habló de Napoleón con las siguientes palabras:

Digámoslo de una vez: sea la política, sea el talento, sea el valor, sea la fortuna, o sea todo junto quien haya puesto tantos reynos y naciones baxo la dominación y gobierno del grande emperador y rey Napoleón, hermano de nuestro augusto soberano; no hay que atribuirlo sino a la facultad propia solamente de Dios, y siempre exercida por Dios, de distribuir los reynos y los imperios, disponiendo de ellos como quiere

### El expolio artístico

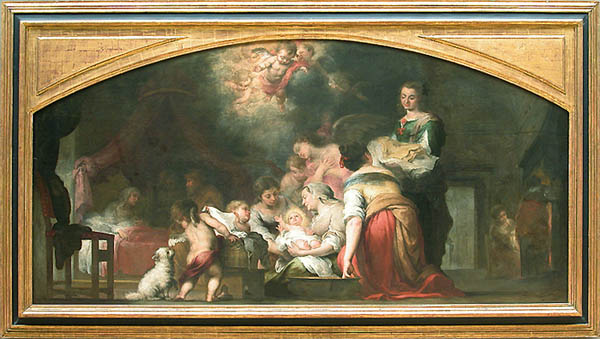
El Nacimiento de la Virgen, de Murillo, saqueado de Sevilla y expuesto hoy en el Museo del Louvre de París.

José Bonaparte decretó el 11 de febrero de 1810 que se empleasen dependencias del Alcázar como museo. Los franceses almacenaron 999 cuadros este lugar. Iglesias como la de Santa María la Blanca, de San Buenaventura y del Hospital de la Santa Caridad, conventos como el de San Francisco, la Santa Isabel y Santa María de Gracia, así como la catedral fueron despojadas de sus mejores obras artísticas.
El mariscal Soult, que había establecido su residencia en el Palacio Arzobispal, empezó a acumular las mejores obras de arte para él mismo. Cuando abandonó la ciudad en 1812, se llevó aproximadamente 173 cuadros. Entre los principales cuadros expoliados hubo 32 de Murillo, 28 de Zurbarán, 25 de Alonso Cano, 8 de Valdés Leal, 5 de Herrera el Viejo, 3 de Rubens y 2 de Roelas.
El cuadro Santa Isabel de Hungría curando a los tiñosos, expoliado por Soult de la iglesia del Hospital de la Caridad y regalado al Museo Napoleón de París, fue devuelto a España en 1815 y regresó a la iglesia de la que fue sustraído en 1939. Desde 2008 la iglesia del Hospital de la Caridad luce cuatro copias de cuadros expoliados que han ido a parar a diversas partes del mundo: Abraham y los tres ángeles (cuyo original está en Ottawa), El regreso del hijo pródigo (en Washington D. C.), La liberación de San Pedro (en el Hermitage de San Petersburgo) y Cristo curando al paralítico (en la National Gallery de Londres).